# Ewelina Szczech-Siwicka

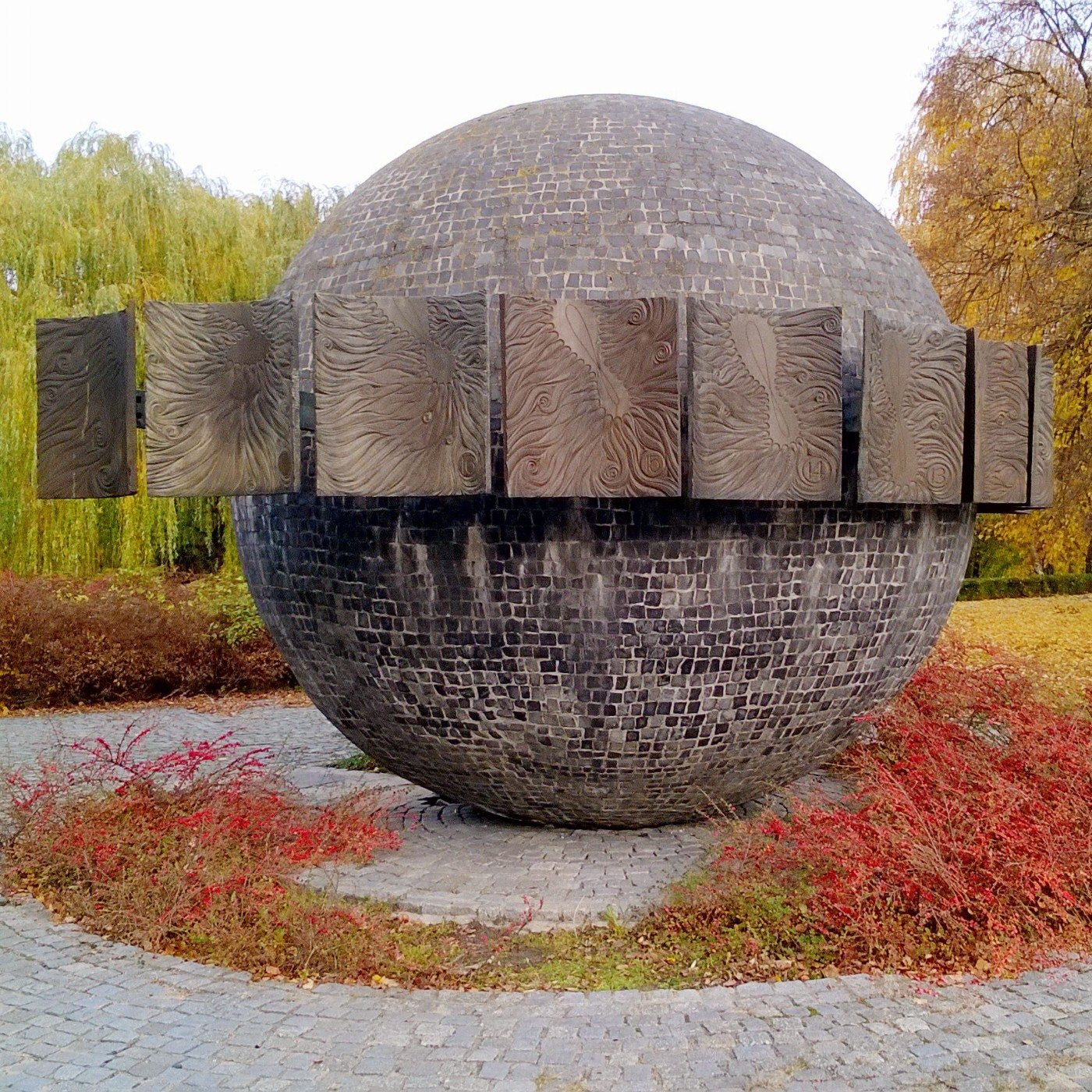
Zegar słoneczny w Toruniu, upamiętniający pięćsetną rocznicę urodzin Mikołaja Kopernika, zaprojektowany przez Ewelinę Szczech-Siwicką i Henryka Siwickiego

Ewelina Szczech-Siwicka (ur. 1932 w Toruniu) – polska graficzka i rzeźbiarka.

## Życiorys
Studia plastyczne ukończyła w 1955 na Wydziale Sztuk Pięknych UMK w Toruniu w pracowni prof. Jerzego Hoppena. Od 1956 jest członkiem Związku Polskich Artystów Plastyków. Mieszka w Toruniu.
Zajmuje się grafiką, rzeźbą i medalierstwem. Ma na swoim kącie liczne realizacje tablic pamiątkowych, rzeźb plenerowych i pomników (m.in. odtworzony Pomnik Żołnierza Polskiego w Grudziądzu). Niektóre prace stworzyła wspólnie z mężem Henrykiem Siwickim (1927–2014), który również był rzeźbiarzem. Prace ich autorstwa znajdują się w wielu miastach w Polsce i za granicą, w tym w Getyndze. Wiele ich prac jest w Toruniu, m.in. Zegar słoneczny, upamiętniający pięćsetną rocznicę urodzin Mikołaja Kopernika.
Swoje prace prezentowała na 7 wystawach indywidualnych w kraju i 51 zbiorowych w kraju i za granicą. Otrzymała wiele nagród, medali i dyplomów uznania.